# Werdersche Braune
Werdersche Braune, auch Witzenhäuser Riesen, Oberrieder Doktorkirsche oder Dunkle Wahlhäuser genannt, ist eine zu den Herzkirschen gehörende dunkle Sorte der Süßkirschen.

## Herkunft
Die genaue Herkunft der Sorte 'Werdersche Braune' ist unbekannt, es könnte sich möglicherweise um einen Zufallssämling aus dem Kirschanbaugebiet Werder handeln nach dem sie benannt ist und wo sie häufig vorkommt. Erstmals erwähnt wurde sie Mitte des 19. Jahrhunderts im Kreis Querfurt.

## Sorteneigenschaften

### Baum
Der Baum wächst stark, mit steil aufrechten Leitästen, oftmals mit Zwillingsstammbildung. Die Baumkrone ist hochkugelig bis hochpyramidal.

### Phänologie
'Werdersche Braune' ist selbststeril und braucht einen Befruchtungspartner. Die Blütezeit ist mittelfrüh und der Blühbeginn erfolgt gemeinsam mit dem etwas stark rötlichem Blattaustrieb.

### Frucht
Der grüne Fruchtstiel ist mit einer Länge von etwa 4 cm mittellang und besitzt einen mittelgroßen Stielansatz. Die Steinfrucht ist groß, die Form sehr variabel, meist oben und unten abgeplattet und beulig. Die Haut ist in der Vollreife dunkelbraunviolett. Das für eine Herzkirsche feste Fruchtfleisch ist dunkelrot, aromatisch und süß. Die Frucht hat eine mittlere Platzfestigkeit. Der Stein ist mittelgroß, rundlich bis oval, an der Stempelseite leicht spitz. Die Frucht reift einheitlich in der 3. bis 4. Kirschwoche. Der Ertrag ist hoch und regelmäßig.